# Franco Paredes
Franco Ezequiel Paredes (San Justo, 18 marzo 1999) è un calciatore argentino, difensore dell'Independiente.

## Caratteristiche tecniche
È un difensore centrale utilizzabile anche come terzino destro.

## Carriera
Cresciuto nel settore giovanile del River Plate, ha esordito in prima squadra il 5 marzo 2020 giocando da titolare l'incontro di Coppa Libertadores perso 3-0 contro l'LDU Quito. Il 22 agosto seguente è stato ceduto in prestito annuale al Defensa y Justicia.

## Statistiche

### Presenze e reti nei club
Statistiche aggiornate al 3 maggio 2025.
| Stagione                  | Squadra                   | Campionato                | Campionato | Campionato | Coppe nazionali | Coppe nazionali | Coppe nazionali | Coppe continentali | Coppe continentali | Coppe continentali | Altre coppe | Altre coppe | Altre coppe | Totale | Totale | Totale |
| Stagione                  | Squadra                   | Comp                      | Pres       | Reti       | Comp            | Pres            | Reti            | Comp               | Pres               | Reti               | Comp        | Pres        | Reti        | Pres   | Reti   |        |
| ------------------------- | ------------------------- | ------------------------- | ---------- | ---------- | --------------- | --------------- | --------------- | ------------------ | ------------------ | ------------------ | ----------- | ----------- | ----------- | ------ | ------ | ------ |
| 2019-ago. 2020            | River Plate               | PD                        | -          | -          | CA+CdL          | -               | -               | CL                 | 1                  | 0                  | SA          | -           | -           | 1      | 0      |        |
| ago.-dic. 2020            | Defensa y Justicia        | PD                        | -          | -          | CA+CdL          | 2+5             | 0+1             | CL+CS              | 1+7                | 0                  | -           | -           | -           | 15     | 1      |        |
| 2021                      | Defensa y Justicia        | PD                        | 11         | 2          | CA+CdL          | 0+6             | 0               | CL                 | 2                  | 0                  | RS          | 0           | 0           | 19     | 2      |        |
| Totale Defensa y Justicia | Totale Defensa y Justicia | Totale Defensa y Justicia | 11         | 2          |                 | 13              | 1               |                    | 10                 | 0                  |             | 0           | 0           | 34     | 3      |        |
| gen.-ago. 2023            | Racing Montevideo         | PD                        | 6          | 0          | -               | -               | -               | -                  | -                  | -                  | -           | -           | -           | 6      | 0      |        |
| ago.-dic. 2023            | Sarmiento (J)             | PD                        | -          | -          | CA+CdL          | 0+14            | 0+1             | -                  | -                  | -                  | -           | -           | -           | 14     | 1      |        |
| 2024                      | Sarmiento (J)             | PD                        | 22         | 1          | CA+CdL          | 1+7             | 1+0             | -                  | -                  | -                  | -           | -           | -           | 30     | 2      |        |
| Totale Sarmiento          | Totale Sarmiento          | Totale Sarmiento          | 22         | 1          |                 | 22              | 2               |                    | -                  | -                  |             | -           | -           | 44     | 3      |        |
| 2025                      | Independiente             | PD                        | 5          | 0          | CA              | 0               | 0               | CS                 | 0                  | 0                  | -           | -           | -           | 5      | 0      |        |
| Totale carriera           | Totale carriera           | Totale carriera           | 44         | 3          |                 | 35              | 3               |                    | 11                 | 0                  |             | 0           | 0           | 90     | 6      |        |

## Palmarès

### Club

#### Competizioni internazionali
- Coppa Sudamericana: 1

Defensa y Justicia: 2020
- Recopa Sudamericana: 1

Defensa y Justicia: 2021